# Torre de la Guardiola
La Torre de la Guardiola és una obra del municipi de la Ràpita (Montsià) situada a la muntanya de La Torreta. La torre apareix documentada per primera vegada l'any 1483. Al segle xvi, paral·lelament a la construcció de les altres torres costaneres, anomenades dels Alfacs, degué ser reforçada o refeta a causa dels atacs pirates. El 1848 s'hi va construir una torre de telegrafia òptica, la número 45 de la línia de telegrafia òptica civil de Madrid a la Jonquera. El 1963 se li van afegir l'escultura del Sagrat Cor i una creu. És una obra declarada bé cultural d'interès nacional.

## Descripció
Antiga torre de guaita i defensa, reconstruïda com a torre de telegrafia òptica, de la que se'n va escapçar una planta per a fer-la servir com a base d'un monument religiós, conegut com el «Sagrat Cor». Està situada al cim d'un turó (116 metres) des del qual es pot contemplar la Ràpita, la badia dels Alfacs i bona part del Delta i la costa.
És de planta quadrada i base atalussada. El parament és de pedra irregular lligada amb morter excepte a les cantonades, on s'ha fet servir carreus. Es conserva fins a l'altura del primer pis, amb la porta d'accés elevada (s'havia de pujar amb una escala). La torre ha estat força desfigurada en servir de suport a l'escultura del Sagrat Cor (1964) i amb l'afegit d'una gran creu a la base. No obstant el febrer de 2017 la creu franquista va ser eliminada.